# Інкігур
66°44′35″ пн. ш. 171°20′22″ зх. д. / 66.74306° пн. ш. 171.33944° зх. д.
Інкігур (Сешан) — скелястий мис на узбережжі Чукотського моря в межах Чукотського району Чукотського автономного округу.
Розташований на півострові Дауркіна, у 25 км північно-західніше гирла річки Чегитун. Мис Інкігур являє собою високі скелі, що обриваються прямовисно і нагромадження каменів. Ця скеляста стіна декілька кілометрів майже нерозривно прокладається від мису далі на схід.
Виникнення топоніма точно не встановлено, однак існує версія, згідно з якою назва походить від сильно спотвор. чук. йынрыйыр — «мис».
На скелях мису гніздяться кайри, а також невеличкі колонії берингійського баклана, великих чайок, мартина, тихоокеанського чистуна, іпатки та топорика. На узбережжі біля мису фіксувалися лежбища моржів.
Поблизу мису знаходиться давньоберінгоморське поселення ескімосів Сешан, яке датовано II століттям до нашої ери.